# Thomas Klie (Jurist)
Thomas Klie (* 1955 in Hamburg) ist ein deutscher Rechtswissenschaftler. Seine Forschungsschwerpunkte liegen in der sozialen Gerontologie und Pflege, Zivilgesellschaft, Rechtstatsachenforschung. Er gilt als einer wichtigen  Sozialexperten in Deutschland.
Thomas Klie studierte Evangelische Theologie, Soziologie und Rechtswissenschaft an der Universität Hamburg. 1981 legte er das erste, 1987 das zweite juristische Staatsexamen ab, 1988 erfolgte seine Promotion an der Universität Hamburg. 2010 wurde er an der Universität Klagenfurt, Fakultät für interdisziplinäre Forschung und Fortbildung mit einer Venia docendi für das Fach Gerontologie habilitiert.
Seit 1988 ist er als Professor für Rechts- und Verwaltungswissenschaften an der Evangelischen Hochschule Freiburg tätig, wo er das Institut AGP Sozialforschung und das Kompetenzzentrum Zentrum für zivilgesellschaftliches Engagement mit einer Zweigstelle in Berlin leitet.
Im Nebenamt war er von 1992 bis 2013 Datenschutzbeauftragter der Evangelischen Landeskirche in Baden, seit 2015 ist er Datenschutzbeauftragter des Diakonischen Werkes Baden. Nebenberuflich ist er seit 1999 auch als Rechtsanwalt in Freiburg und Berlin in der Kanzlei für soziale Unternehmen (KASU) tätig.
Seit 1994 ist er gemeinsam mit Axel Bauer und Kay Lütgens Herausgeber des Heidelberger Kommentars zum Betreuungs- und Unterbringungsrecht (HK BUR), erschienen als Loseblattwerk im C.F. Müller Verlag. Er war Herausgeber des LPK SGB XI bis zur 5. Auflage. Ferner ist er Autor zahlreicher Fachbücher und Zeitschriftenartikel.

## Veröffentlichungen (Auswahl)
- Herausgeber und Autor des Heidelberger Kommentars zum Betreuungs- und Unterbringungsrecht (HKBUR), Heidelberg 1994 ff. (Loseblattwerk), ISBN 978-3-8114-2270-4.
- mit Axel Bauer: Patientenverfügungen/Vorsorgevollmachten – richtig beraten? 2. Auflage. Heidelberg 2005, ISBN 3-8114-3064-5.
- Demenz und Recht. Würde und Teilhabe im Alltag zulassen. Vincentz-Verlag, 2015, ISBN 978-3-86630-386-7.
- Pflegeversicherung: Einführung, Lexikon, Gesetzestext SGB XI mit Begründungen. 8. Auflage. Vincente, 2009, ISBN 978-3-86630-084-2.
- Wen kümmern die Alten? Auf dem Weg in eine sorgende Gesellschaft. München 2013, ISBN 978-3-629-13041-9.
- mit Johann-Christoph Student: Sterben in Würde. Auswege aus dem Dilemma Sterbehilfe. Freiburg 2007, ISBN 978-3-451-29657-4.
- mit Johann-Christoph Student: Die Patientenverfügung: was Sie tun können, um richtig vorzusorgen. Freiburg 2001, ISBN 3-451-05044-7.
- Zu Hause sterben – Wunsch wird selten Wirklichkeit, DAK-Pflegereport (veröffentlicht am 19. Oktober 2016; Link geprüft am 29. Januar 2017).
- mit Peter Gaymann: Demensch. Texte und Zeichnungen. Heidelberg 2015, ISBN 978-3-86216-224-6.
- Recht auf Demenz. Ein Plädoyer. S. Hirzel Verlag, Stuttgart 2021, ISBN 978-3-7776-2901-8.

## Gremien und Kommissionen
- Mitglied im Vorstand und Präsidium der Deutschen Gesellschaft für Gerontologie und Geriatrie (DGGG)1992 bis 2008 (Präsident 2002 bis 2006)
- Mitglied der 6. und 7. Altenberichtskommission der Bundesregierung
- Vorsitzender der 2. Engagementberichtskommission der Bundesregierung
- Mitglied und Kurator im Kuratorium Deutsche Altershilfe (KDA)
- wissenschaftlicher Beirat der Deutschen Alzheimer Gesellschaft
- wissenschaftlicher Beirat des Deutschen Hospiz- und Palliativverbandes (DHPV)
- wissenschaftlicher Beirat der Deutschen Angestellten Krankenversicherung (DAK)